# Apokóronas
Apokóronas (grec Αποκόρωνας [apo'koronas]) és un dels municipis de l'illa de Creta, Grècia.
Establert pel programa Kalikratis, inclou els antics municipis d'Armeni, Fres, Vamos, Georgiúpoli (Georgioupoli), Krionerida i la petita comunitat d'Assí Gonià (Asi Gonia).
El municipi actual, que coincideix amb la província històrica del mateix nom, és al nord-oest, dins de la prefectura de Khanià i ocupa una franja entre Khanià i Réthimno. Té una superfície de 323.13 km² i una població de 12.703 habitants segons el cens de 2001. La capitalitat està repartida entre Vrisses i la capital històrica Vamos. Apokóronas és una fèrtil plana entre les Lefka Ori (Muntanyes Blanques) i el Mar de Creta. Hi passa el riu Kiliaris, conegut en l'antiguitat com Pyknos. Les poblacions més importants són Vamos, Armeni i Vrisses (d'on surt la carretera que va cap al sud a Sfakià). Les poblacions turístiques de platja més notables són Kalives, Almirida i Georgioupolis.
El nom Apokóronas podria venir del nom de l'antiga ciutat d'Ippokoronion que podria ser al mateix lloc que el castell venecià anomenat Castello Apicorono, que és entre Kalives i Almirida.